# Jaroslav Savka

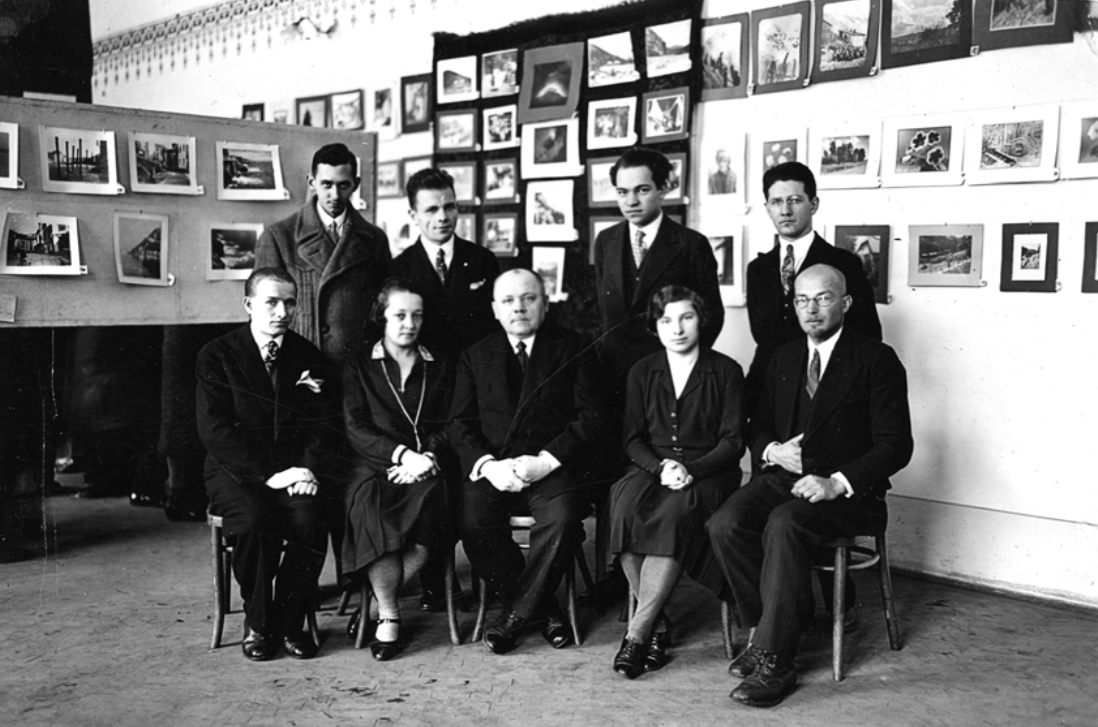
Ukrajinská fotografická společnost, Sedící (zleva doprava): Jaroslav Savka, Mečyslava Ganicka, Stepan Dmochovskyj, Jaroslav Prociv, Oleksa Balickij; stojící: Julian-Jurij Omeljanovyč Doroš, ..., Danylo Figol, B. Skretovyč, 1930

Jaroslav Savka (1907–1972, Lvov) byl ukrajinský fotograf, propagátor ukrajinské fotografie, spoluorganizátor prvního ukrajinského fotografického a uměleckého časopisu Světlo a stín.

## Životopis
Jaroslav Savka poprvé představil svou fotografii v roce 1926 na „Výstavě ukrajinské krajiny“ ve Stanislavovi. Na něm jako mladý amatér představil fotografie krajiny a začal budovat své tvůrčí jméno.
Později se stal aktivním organizátorem uměleckého života ve Lvově, v roce 1930 nastoupil do Ukrajinské fotografické společnosti a brzy se stal jejím pokladníkem. V roce 1933 se stal jedním z organizátorů a spoluzakladatelů prvního ukrajinského fotografického časopisu ve Lvově Světlo a stín, jakož i pravidelným účastníkem a organizátorem výstav ve Lvově.
Od roku 1947 byla Savkova rodina utlačována a na mnoho let deportována na Sibiř. V roce 1948 byl odsouzen k 25 letům vězení v Mordvinsku. Propuštěn byl až po Stalinově smrti v roce 1953.
Fotografie Jaroslava Savky se vyznačovaly technickou dokonalostí a neobvyklými úhly pohledu. Byl jedním z prvních, kdo pořídil panoramatické fotografie Lvova.
I přes aktivní účast J. Savky ve veřejném životě Lvova a Haliče bylo publikováno velmi málo materiálu o jeho aktivitách. Chybí také publikace jeho fotografií.
V srpnu 2007 uspořádalo Národní muzeum ve Lvově výstavu věnovanou 100. výročí narození Jaroslava Savky a 35. výročí úmrtí fotografa.
Dcera slavného fotografa Marie Savka-Hnyljakevyč se rozhodla představit Národnímu muzeu sochařský portrét svého otce Sergije Lytvyněnka, vytvořený v roce 1938. „Podíval se na osobnost mého otce, ukázal mu, jaký ve skutečnosti je. V ohnisku kamery se mu sešel celý svět. Všechno vnímal přes kameru. A nebylo nic vyššího než práce.“